# Union Park
Union Park ist ein census-designated place (CDP) im Orange County im US-Bundesstaat Florida. Das U.S. Census Bureau hat bei der Volkszählung 2020 eine Einwohnerzahl von 10.452 ermittelt.

## Geographie
Union Park liegt etwa 10 km östlich von Orlando. Der CDP wird von den Florida State Roads 50 und 408 (East-West Expressway, mautpflichtig) durchquert bzw. tangiert.

## Demographische Daten
Laut der Volkszählung 2010 verteilten sich die damaligen 9765 Einwohner auf 4000 Haushalte. Die Bevölkerungsdichte lag bei 1268,2 Einw./km². 73,9 % der Bevölkerung bezeichneten sich als Weiße, 8,5 % als Afroamerikaner, 0,7 % als Indianer und 4,0 % als Asian Americans. 9,0 % gaben die Angehörigkeit zu einer anderen Ethnie und 3,9 % zu mehreren Ethnien an. 41,0 % der Bevölkerung bestand aus Hispanics oder Latinos.
Im Jahr 2010 lebten in 33,2 % aller Haushalte Kinder unter 18 Jahren sowie 22,2 % aller Haushalte Personen mit mindestens 65 Jahren. 65,9 % der Haushalte waren Familienhaushalte (bestehend aus verheirateten Paaren mit oder ohne Nachkommen bzw. einem Elternteil mit Nachkomme). Die durchschnittliche Größe eines Haushalts lag bei 2,80 Personen und die durchschnittliche Familiengröße bei 3,23 Personen.
25,0 % der Bevölkerung waren jünger als 20 Jahre, 41,2 % waren 20 bis 39 Jahre alt, 25,4 % waren 40 bis 59 Jahre alt und 15,4 % waren mindestens 60 Jahre alt. Das mittlere Alter betrug 32 Jahre. 50,2 % der Bevölkerung waren männlich und 49,8 % weiblich.
Das durchschnittliche Jahreseinkommen lag bei 38.135 $, dabei lebten 21,1 % der Bevölkerung unter der Armutsgrenze.
Im Jahr 2000 war Englisch die Muttersprache von 74,70 % der Bevölkerung, Spanisch sprachen 24,02 % und 1,28 % hatten eine andere Muttersprache.